# Русское право
Русское право — в широком смысле правовая культура, система права преимущественно со славянскими источниками, действовавшая в IX—XIV веках в Киевской (древнерусское право) и Удельной Руси, а также с XIII века в Великом Княжестве Литовском и с XV века в Русском государстве. Письменными источниками-памятниками русского права являются прежде всего Русская Правда, Литовские статуты, московские судебники и Соборное уложение 1649 года.
В более узком смысле, русское право — элементы древнерусского права, сохранившиеся в присоединённых к Польше в XIV веке Холмской и Белзской землях и в Галичине после 1387 года, когда этот край окончательно вошёл в состав Польского государства.

## Общая характеристика
Русское право было правом-привилегией: закон предусматривал различные права и обязанности представителей разных социальных слоёв. Так, в древнерусский период наименьшими правами обладал холоп (раб). Ограничена была правоспособность смерда (свободный или крепостной земледелец), закупа (полусвободный человек, попавший в зависимость от ссудодателя на период отработки взятой им купы — ссуды). Правовые привилегии предусматривались в отношении высших социальных слоёв (князья, бояре, дружинники и др.). Русское право не было однородным, существовали региональные различия как в ранний период, так и в эпоху раздро́бленности, когда выделяются три региона, правовые системы которых различались между собой: право Северо-Западной Руси (основные источники: Новгородская и Псковская судные грамоты), право Великого княжества Литовского (Литовские статуты) и право Северо-Восточной Руси (в том числе Московского княжества — московские судебники).
В Киевской и Удельной Руси власть по своей организации являлась смешанной из трёх элементов: княжеская власть, власть веча и аристократическая власть в лице княжеских мужей (старших дружинников). Князья, не имея абсолютной власти, опирались непосредственно на дружину. При отсутствии обязательной службы князья стремились удержать при себе бояр на договорных основах. В то же время в условиях отсутствия постоянного войска и организованной полиции проведение в жизнь той или иной меры требовало согласие населения или, по крайней мере, наиболее влиятельной его части, поэтому значительными полномочиями обладали и вечевые собрания. Слабость каждого из этих властных элементов в отдельности была причиной того, что отношения между ними строились преимущественно на основе договора («ряда»). На вече решались вопросы о призвании и изгнании князей, о договоре с ними, о военных походах и заключении мирных договоров. Имеются указания и на участие веча в законодательной деятельности, в судебных делах (политический и чрезвычайный суд) и даже в делах управления, хотя обычно дела суда и текущего управления ведались единолично князем. Нередко в советах князей участвовали и представители духовенства, но их присутствие не было постоянным явлением. В ранний период частные интересы не были полностью отделены от общественных и государственных, публичное и частное право не различались. В Древней и Удельной Руси как по уголовным, так и по гражданским делам судебный процесс носил состязательный (обвинительный) характер: стороны были равноправны и сами двигали все процессуальные действия. Розыскной процесс развивается в Удельный период и начинает преобладать по мере укрепления единого Русского государства. В целом сосредоточение власти в руках монарха (князя, позднее царя), её централизация и вертикализация, равно как и усложнение структуры общества, сопровождаются ростом участия государства в правовом регулировании: государство всё больше проявляет инициативу в открытии уголовного процесса, активнее вмешивается в обычное право, участвует в изменении правовой системы посредством издания всё большего числа правовых актов и обеспечения их соблюдения. Если в Киевской и Удельной Руси правовой обычай (и связанное с ним договорное право) в качестве источника права преобладал над государственным (княжеским) законодательством, а основная задача власти в сфере права заключалась в охране правового обычая, то в поздний период законотворческая деятельность государственной власти становится более активной. Если в Новое время юридический акт, как правило, предшествует юридической практике, то на начальных этапах юридического развития, напротив, юридическая практика являлась первичной, тогда как законодательные акты лишь фиксировали сложившийся правовой обычай. В ранний период основной юридический текст носил безличный характер.
До второй половины XVII века крупные законодательные акты были межотраслевыми — представляли собой небольшие своды законов. В следующий период рост числа законов сопровождается отраслевой дифференциацией законодательства и созданием отраслевых кодексов. Система права всё более укладывается в систему законодательства.

## Терминология
Юридическая терминология русских средневековых источников представляет собой две взаимосвязанные системы: церковнославянские (южнославянские по происхождению) и собственно русские термины. Первые представлены в текстах на церковнославянском языке, являющихся переводами византийских законов или южнославянскими правовыми памятниками. В юридической практике византийское право не применялось или применялось очень ограниченно, и данные тексты существовали в русской письменной традиции преимущественно в качестве книжных, как часть христианской письменной культуры. По этой причине их церковнославянская терминология также почти не применялась на практике. Терминологией русского права является собственно русская правовая терминологическая система. Однако в ранее Новое время происходит слияние этих двух терминологических систем с преобладанием церковнославянской, поэтому многие современные русские юридические термины имеют южнославянское (церковнославянское) происхождение. Ниже приведены примеры русской и церковнославянской юридической терминологии.
Право, правовая система, юридическая норма в русской терминологической системе обозначались термином правда. Свод законов — правда, позднее — судебникъ, уложение. Правовой акт, закон — судная грамота, уставная грамота. В церковнославянской терминологии этим понятия соответствовали законъ, законоположение, заповѣдь. Термин уставъ имеется в текстах обеих систем, и в русских текстах, вероятно, представляет собой рано освоенный церковнославянизм. В ранних русских текстах уставъ обозначает прежде всего закон, данный определённым лицом. Устав — не закон, существующий как таковой (обычное право), но закон, кем-то уставленный. Соотношение правды и устава аналогично соотношению jus и lex в римском праве. В русских текстах субъект права обозначается словом человѣкъ, в церковнославянских — лице.
Древнейший русский термин, обозначающий имущество (движимое и недвижимое) — домъ. Это же понятие могло обозначаться и словом животъ, однако в большинстве случаев имеется в виду только движимое имущество. Церковнославянские термины — имѣние, стяжание, притяжание.
Несвободный человек мужского пола в русских текстах обозначается термином холопъ, в церковнославянском — рабъ.
Наследство в русских текстах обозначалось термином задница, позднее — статокъ, остатокъ, остатокъ, останокъ (особый термин для понятия наследника отсутствует, и понятие передаётся описательно). В церковнославянских — наслѣдие (наследник — наслѣдникъ) и, редко, причастие (вероятно, по аналогии с названием наследства, достающегося одному наследнику, законной частью) (наследник — причастникъ). В церковнославянских юридических текстах встречается и термин задница (наследник — задничникъ), преимущественно в значении легата. В русских текстах понятие наследника передаётся описательно. В русских текстах завещание обозначается терминами рукописание, душевная грамота, духовная грамота. Эти термины появляются не ранее второй половины XIII века. Затем термин рукописание закрепился на новгородско-псковской территории. В Русской Правде соответствующий термин отсутствует, вместо него используется общее обозначение — рядъ (юридический документ, договор). В церковнославянских текстах — завѣтъ, завѣщание, с(о)вѣщание, с(о)вѣтъ, в отдельных случаях — уставъ.
Древнейший русский термин для понятия кредитора — должебитъ. Позднее он вытесняется термином должникъ (в значении кредитора), который встречается как в русских, так и в церковнославянских текстах. Имеется и специфический церковнославянский термин, не встречающийся в русских текстах — заимодавецъ. Ростовщический процент в русских текстах обозначается терминами рѣзъ, накладъ, намъ. Позднее появился термин ростъ. Церковнославянский термин — лихва.
Обобщающий русский термин для преступления — обида, позднее — лихое дело, дурно, воровство, в юго-западнорусских памятниках — кривда. Церковнославянский термин — проказа. Древнейший русский термин для понятия свидетель — видокъ. Церковнославянский термин — свѣдѣтель (свѣдѣтельство). Термин послухъ (послушьство) находится в вариациях в обеих системах. В юго-западнорусских текстах имеется термин свѣдомъ (свѣдѣцство). Старый русский термин, обозначающий убийство — головщина (убийца — головникъ). Церковнославянские термины — убийство (убийца), убой (убоиникъ), Термин душегубство (душеубецъ) употребляется как в русских, так и в церковнославянских текстах. Судя по внутренней форме, последний имеет книжное происхождение и в русских текстах выступает как ранний пример церковнославянского влияния.
Систематическая противопоставленность русских и церковнославянских терминов указывает на оппозицию в правовой сфере двух независимых культурных традиций. Столкновение привнесённого византийского права с восточнославянским представляло собой столкновение двух культурных систем, результатом чего стало не уничтожение одной из них (как в религиозной области) и не слияние их в единую систему, но сохранение обеих систем, различавшихся своим культурным статусом и функционировавших независимо друг от друга. На эту независимость, в частности, указывает то обстоятельство, что термины, заимствовавшиеся из одной системы в другую (что само по себе происходило редко), могли приобретать в рамках другой системы иное значение, нежели в исходной. Омонимия является одним из наиболее явных показателей «взаимонепонятности» языков. При такой «взаимонепонятности» системы права могли существовать только раздельно.

## Право Киевской Руси